# David Kelly (attore)
David Kelly (Dublino, 11 luglio 1929 – Dublino, 12 febbraio 2012) è stato un attore irlandese.

## Carriera
Frequentò la Synge Street Catholic Boys School e iniziò a lavorare in teatro all'età di 8 anni presso il Gaiety Theatre di Dublino, per poi passare all'Abbey Theatre. Nella sua carriera teatrale recitò di tutto, da Samuel Beckett a William Shakespeare.
Nel 1957 ha iniziato ad apparire anche in produzioni televisive e cinematografiche.
Lavorò come attore in parecchie produzioni, in cui, nella maggior parte, interpretava personaggi di origini irlandesi, questo anche a causa del suo accento. Nella sua carriera partecipò a più di 50 film tra cui Un colpo all'italiana con Michael Caine, Un taxi color malva con Charlotte Rampling e Philippe Noiret e Pirati di Roman Polański, ma arrivò alla notorietà internazionale con il film Svegliati Ned. In seguito fu scritturato in film di grande successo come Agente Cody Banks 2 - Destinazione Londra nel 2004, ma soprattutto La fabbrica di cioccolato del 2005, dove interpretò Nonno Joe, e Stardust del 2007.
In televisione apparve nella serie Il nido di Robin.
Morì di polmonite all'età di 82 anni il 12 febbraio 2012.

## Vita privata
Era sposato dal 1961 con l'attrice Laurie Morton ed ebbe due figli: David e Miriam. Visse fino alla morte a Dublino.

## Filmografia

### Cinema
- Il ladro (The Wrong Man), regia di Alfred Hitchcock (1956) - non accreditato
- The Mail Van Murder, regia di John Knight - cortometraggio (1957)
- Dublin Murder, regia di John Pomeroy (1958)
- La valigia del boia (The Quare Fellow), regia di Arthur Dreifuss (1962)
- La ragazza dagli occhi verdi (Girl with Green Eyes), regia di Desmond Davis (1964)
- Il magnifico irlandese (Young Cassidy), regia di Jack Cardiff (1965)
- Ulysses, regia di Joseph Strick (1967)
- Un colpo all'italiana (The Italian Job), regia di Peter Collinson (1969)
- Che fortuna avere una cugina nel Bronx (Quackser Fortune Has a Cousin in the Bronx), regia di Waris Hussein (1970)
- Uomini e filo spinato (The McKenzie Break), regia di Lamont Johnson (1970) - non accreditato
- Never Mind the Quality: Feel the Width (1973)
- Philadelphia sto arrivando (Philadelphia, Here I Come), regia di John Quested (1975)
- Il prossimo uomo (The Next Man), regia di Richard C. Sarafian (1976)
- Un taxi color malva (Un taxi mauve), regia di Yves Boisset (1977)
- A Portrait of the Artist as a Young Man, regia di Joseph Strick (1977)
- Triplo gioco (The Jigsaw Man), regia di Terence Young (1984)
- Anne Devlin, regia di Pat Murphy (1984)
- La guerra di Stryker (Stryker's War), regia di Josh Becker (1985)
- Pirati (Pirates), regia di Roman Polański (1986)
- Joyriders, regia di Aisling Walsh (1989)
- Tir-na-nog - È vietato portare cavalli in città (Into the West), regia di Mike Newell (1992)
- The Barber Shop, regia di Liam O'Neill - cortometraggio (1993)
- Un uomo senza importanza (A Man of No Importance), regia di Suri Krishnamma (1994)
- Moondance, regia di Dagmar Hirtz (1995)
- Un sogno senza confini (The Run of the Country), regia di Peter Yates (1995)
- Amori e imbrogli (The MatchMaker), regia di Mark Joffe (1997)
- Svegliati Ned (Waking Ned), regia di Kirk Jones (1998)
- Rough for Theatre I, regia di Kieron J. Walsh - cortometraggio (2000)
- Un perfetto criminale (Ordinary Decent Criminal), regia di Thaddeus O'Sullivan (2000)
- Pollice verde (Greenfingers), regia di Joel Hershman (2000)
- Mean Machine, regia di Barry Skolnick (2001)
- The Last, regia di Steven Benedict - cortometraggio (2002)
- Puckoon, regia di Terence Ryan (2002)
- Mystics, regia di David Blair  (2003)
- Agente Cody Banks 2 - Destinazione Londra (Agent Cody Banks 2: Destination London), regia di Kevin Allen (2004)
- Laws of Attraction - Matrimonio in appello (Laws of Attraction), regia di Peter Howitt (2004)
- The Calcium Kid, regia di Alex De Rakoff (2004)
- Dutch Bird, regia di Kirk Weddell - cortometraggio (2004)
- La fabbrica di cioccolato (Charlie and the Chocolate Factory), regia di Tim Burton (2005)
- The Kovak box - Controllo mentale (The Kovak Box), regia di Daniel Monzón (2006)
- The Martyr's Crown, regia di Rory Bresnihan - cortometraggio (2007)
- Stardust, regia di Matthew Vaughn (2007)
- Poetic Licence, regia di James Phelan - cortometraggio (2007)
- The Good Doctor, regia di Rick Larkin - cortometraggio (2009)

### Televisione
- Fawlty Towers - serie TV (1975)
- Il nido di Robin - serie TV (1977)
- Rossella (Scarlett) - miniserie TV (1994)

### Doppiatore
- La fabbrica di cioccolato (2005)

## Doppiatori italiani
Nelle versioni in italiano delle opere in cui ha recitato, David Kelly è stato doppiato da:
- Valerio Ruggeri ne Mean Machine, La fabbrica di cioccolato
- Dante Biagioni in Un perfetto criminale, Laws of Attraction - Matrimonio in appello
- Adolfo Lastretti in Tir-na-nog - È vietato portare cavalli in città
- Mario Milita in Svegliati Ned!
- Pino Ferrara ne La commedia degli errori
- Antonio Guidi in The Calcium Kid
- Carlo Reali in The Kovak Box - Controllo mentale
- Pier Francesco Listri ne La commedia degli errori (ridoppiaggio)

Da doppiatore è sostituito da:
- Pietro Ubaldi ne La fabbrica di cioccolato (videogioco)